# Kwon Jeong-yul
Kwon Jeong-yul (kor. 권정율;ur. 1999) – południowokoreański zapaśnik walczący w stylu klasycznym. Brązowy medalista mistrzostw Azji w 2024. Wicemistrz Azji juniorów w 2019 roku.